# 第27回日本選手権競輪
第27回日本選手権競輪（だい27かい にほんせんしゅけんけいりん）は、1974年に西武園競輪場で行われた。

## 決勝戦
- 2月19日（火）

| 着順 | 車番 | 選手       | 登録地 |
| ---- | ---- | ---------- | ------ |
| 1    | 1    | 田中博     | 群馬県 |
| 2    | 5    | 福島正幸   | 群馬県 |
| 3    | 7    | 平林己佐男 | 東京都 |
| 4    | 4    | 高山一郎   | 東京都 |
| 5    | 2    | 太田義夫   | 千葉県 |
| 6    | 8    | 吉田洋     | 熊本県 |
| 7    | 9    | 阿部道     | 宮城県 |
| 8    | 3    | 大坂和夫   | 熊本県 |
| 9    | 6    | 須田一二三 | 岐阜県 |

- 配当 
  - 連勝単式 1－4　590円

### レース概要
最終４角付近で、逃げる大坂を捲り切った福島に対し、その後位につけた田中がゴール前わずかに福島を捕らえて優勝。
| 日本選手権競輪       | 日本選手権競輪                  | 日本選手権競輪       |
| -------------------- | ------------------------------- | -------------------- |
| 前回 （1973年）      | 第27回日本選手権競輪 （1974年） | 次回（1975年）       |
| 第26回日本選手権競輪 | 第27回日本選手権競輪 （1974年） | 第28回日本選手権競輪 |